# Seoca (gmina Bar)
Seoca (cyr. Сеоца) – wieś w Czarnogórze, w gminie Bar. W 2011 roku liczyła 34 mieszkańców.